# Джалалабад (Шазанд)
Джалалабад (перс. جلال اباد) — село в Ірані, у дегестані Кугсар, у Центральному бахші, шагрестані Шазанд остану Марказі. За даними перепису 2006 року, його населення становило 71 особу, що проживали у складі 16 сімей.

## Клімат
Середня річна температура становить 11,32 °C, середня максимальна – 30,88 °C, а середня мінімальна – -11,64 °C. Середня річна кількість опадів – 259 мм.
| Клімат поселення                              | Клімат поселення | Клімат поселення | Клімат поселення | Клімат поселення | Клімат поселення | Клімат поселення | Клімат поселення | Клімат поселення | Клімат поселення | Клімат поселення | Клімат поселення | Клімат поселення | Клімат поселення |
| Показник                                      | Січ.             | Лют.             | Бер.             | Квіт.            | Трав.            | Черв.            | Лип.             | Серп.            | Вер.             | Жовт.            | Лист.            | Груд.            |                  |
| Середній максимум, °C                         | 5,96             | 7,83             | 12,44            | 18,58            | 23,89            | 29,36            | 30,88            | 30,74            | 26,09            | 19,75            | 12,54            | 7,06             |                  |
| Середня температура, °C                       | −2,84            | −0,98            | 3,64             | 9,79             | 15,06            | 20,55            | 24,81            | 24,67            | 20,01            | 13,68            | 6,47             | 0,99             |                  |
| Середній мінімум, °C                          | −11,64           | −9,8             | −5,17            | 0,97             | 6,24             | 11,73            | 18,72            | 18,59            | 13,94            | 7,59             | 0,38             | −5,1             |                  |
| Норма опадів, мм                              | 40               | 39               | 48               | 34               | 26               | 4                | 1                | 1                | 0                | 6                | 24               | 36               |                  |
| Середньомісячна швидкість вітру, м/с          | 1.22             | 2.05             | 2.66             | 2.87             | 2.58             | 2.37             | 2.42             | 2.15             | 2.22             | 1.88             | 1.67             | 1.35             |                  |
| Середньомісячна сонячна радіація, кДж/м²·день | 9707             | 12783            | 15381            | 18576            | 22508            | 26994            | 25948            | 24353            | 21503            | 16151            | 11393            | 9430             |                  |
| --------------------------------------------- | ---------------- | ---------------- | ---------------- | ---------------- | ---------------- | ---------------- | ---------------- | ---------------- | ---------------- | ---------------- | ---------------- | ---------------- | ---------------- |
| Джерело:                                      |                  |                  |                  |                  |                  |                  |                  |                  |                  |                  |                  |                  |                  |